# Puerta Palatina
La Porta Palatina era una de las puertas de acceso de la antigua ciudad romana Iulia Augusta Taurinorum (actual Turín).
La ciudad romana de Iulia Augusta Taurinorum, que presentaba la típica forma cuadrangular, tenía probablemente cuatro puertas, una por cada lado. De las cuatro puertas se conservan solo dos: la Porta Decumana, situada bajo el Palacio Madama de Turín, y la Porta Palatina. Las otras dos puertas que actualmente no existen eran: la Porta Pretoria (puerta occidental) y la Porta Principalis Sinistra (llamada Porta Marmorea durante el Edad Media).
El nombre Porta Palatina seguramente es posterior a la época romana: en antigüedad venía llamada “Porta Principalis Dextera”. Existen dos hipótesis para el nombre Porta Palatina: la primera se puede conectar con la cercanía del antiguo palacio Longobardo, mientras que la segunda se puedeconectar con la presencia cercana del anfiteatro (aunque todavía no se sabe dónde estaba).
El Parque arqueológico, inaugurado en el 2006, comprende la Porta Palatina, el teatro y los hallazgos de las murallas romanas.

## Características principales

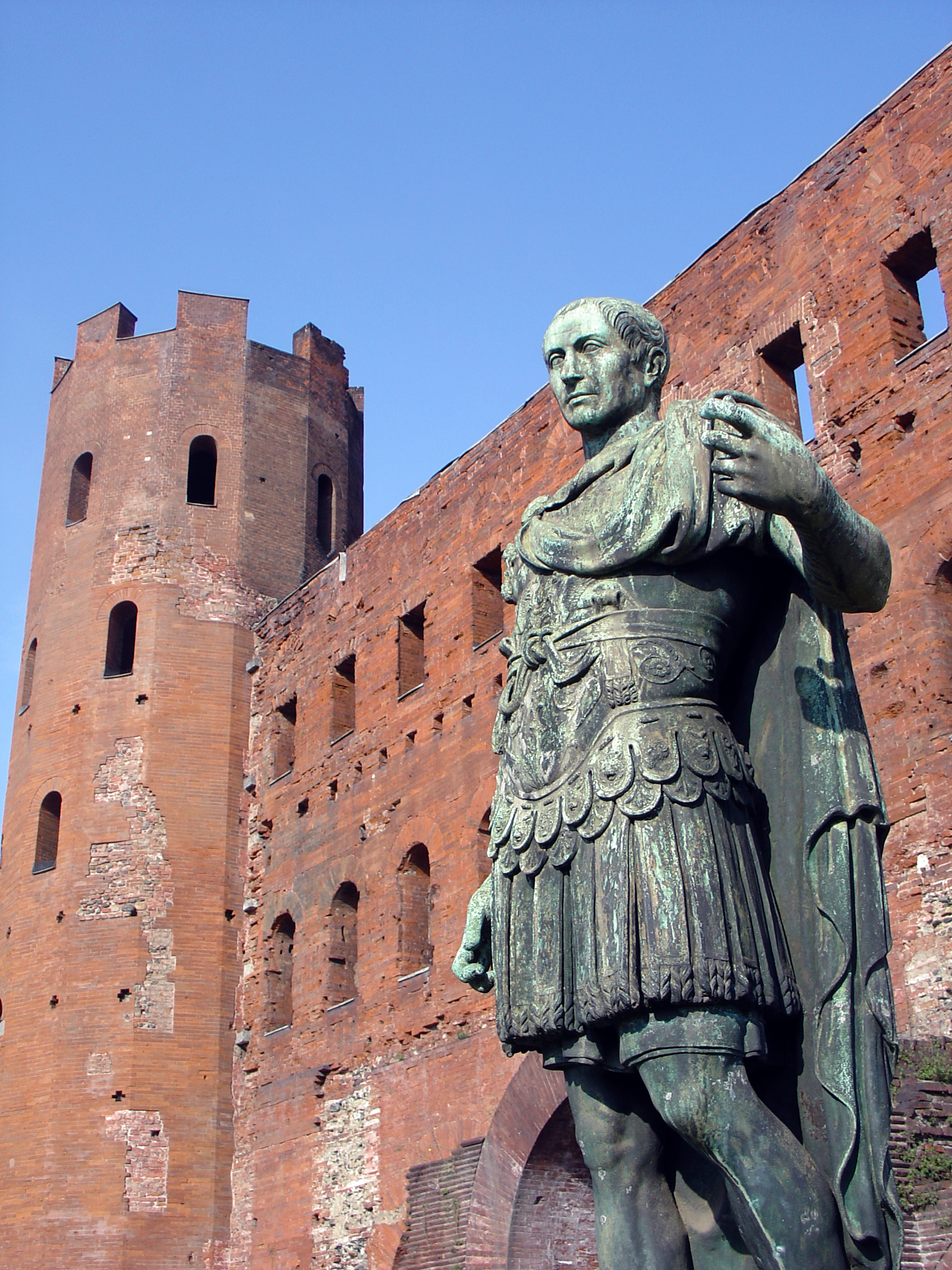
Las dos esculturas en bronce de César Augusto y de Julio César.

La puerta probablemente fue construida durante el edad augustea o edad Flavia, antes de la construcción de las murallas. La vía que salía desde la puerta llegaba hasta Ticinum (moderna Pavia) y Mediolanum (actual Milán).
La Porta Principalis Dextera permitía el acceso al cardus maximus (actualmente identificable en la Via Porta Palatina e Via San Tommaso), la calle principal junto al decumanus maximus.
La tipología de la puerta es la puerta ad cavedium, una puerta con un espacio interior donde se controlaban a las personas y las mercancías que querían entrar en Iulia Augusta Taurinorum.
La estructura presenta dos torres de 16 lados, de unos 30 metros, y un cuerpo central largo de unos 20 metros. Sin embargo, solamente la torre derecha y el interturrio central son de la época romana. El interturrio mide de largo unos 20 metros, presenta ventanas monoforada en el primer nivel y ventanas cuadradas en el segundo.
La puerta tiene en total cuatro aberturas: dos en los laterales que consentían la entrada de los peatones y dos en el centro que permitían el tránsito de los caballos. Los signos del pasaje de los carros de caballos se pueden ver en las piedras de la pavimentación.
Las dos estatuas de César Augusto y de Julio César, que están en frente a la puerta, no son originales romanos sino copias hechas en el 1934 durante el periodo fascista.

## Interpretación
La puerta probablemente no tenía una verdadera función defensiva sino que servía para celebrar y marcar la diferencia entre la ciudad, símbolo de la civitas romana, y la zona del campo. También la cronología confirma esta hipótesis dado que durante el periodo cesariano y augusteo (edad en la cual fue construida la puerta) el territorio de la Gallia Cisalpina estaba bajo control romano; las ciudades en aquella época no necesitaban puertas y murallas con función defensivas.
- Datos: Q1054755
- Multimedia: Porta Palatina (Turin) / Q1054755